# Hypoponera exoecata
Hypoponera exoecata es una especie de hormiga del género Hypoponera, subfamilia Ponerinae. 

## Distribución
Esta especie se encuentra en China y Japón.